# Državna cesta D101
D101 je državna cesta na Cresu koja povezuje državnu cestu D100 s trajektnom lukom Merag. Duga je 10,9 km.
Nalazi se na otoku Cresu, a prolazi kroz naselje Merag.